# The Battle for China’s Past: Mao and the Cultural Revolution

The Battle for China’s Past: Mao and the Cultural Revolution est un livre publié en 2008 par Mobo Gao, professeur de chinois et de civilisation chinoise à l'université d'Adélaïde en Australie.

## Présentation
La bataille pour rendre compte du passé de la Chine est aussi une bataille pour déterminer son avenir. C'est seulement si elle parvient à évaluer de façon satisfaisante Mao et la révolution culturelle que la Chine pourra résoudre les problèmes du présent et envisager un brillant avenir. Telle est, selon Suzanne Weigelin-Schwiedrzik, l'argumentation mise en avant par Mobo Gao dans ce livre. Cette argumentation n'est pas nouvelle pour ceux qui ont lu son premier livre, Gao Village, mais ici elle fait l'objet d'une généralisation et se voit liée explicitement à une appréciation critique des réformes en cours.
Selon Eric Gordon, qui vécut cinq années en Chine dans les années 1960, Mobo Gao fait valoir 
- que les politiques mises en œuvre par Mao ont posé les fondations de l'industrialisation du pays, permettant à celui-ci de devenir une superpuissance,
- que même avant le décollage de l'économie dans les années 1980, l'espérance de vie des Chinois était plus élevée que celle des Indiens,
- que nombre de Chinois qui s'en prennent à Mao sont issus des classes anciennement privilégiées et ont été victimes des politiques égalitaristes conduites par le parti communiste[2].

Pour le journaliste Michael Rank, qui fut étudiant en Chine dans les dernières années de la révolution culturelle, Mobo Gao s'efforce de démontrer que la révolution culturelle a été une période de créativité intellectuelle et politique et non la catastrophe absolue dépeinte par l'élite politique de la Chine. 
Lui-même originaire de la campagne, il affirme que la population rurale, qui s'insurge contre les réformes de l'après-Mao qui ont engendré énormément de corruption et d'inégalités, voit dans l'ère maoïste une sorte de belle époque.
Mobo Gao démolit en outre le livre de June Chang et Jon Holliday, Mao: the Untold Story, censé être le dernier mot sur l'histoire récente de la Chine.

## Critiques
Michael Rank remarque que dans The Battle for China's Past, Mobo Gao est cinglant à propos de Mao. L'histoire inconnue de Jung Chang et Jon Halliday, quand il écrit que les critiques adulatrices de cet ouvrage sont un « scandale intellectuel », des propos qu'il reprend dans Was Mao Really a Monster? et que Charles W. Hayford qualifie de polémiques. Pour Rank, les attaques de Mobo Gao contre Jung Chang sont parfois personnelles et mettent mal à l'aise, alors que sa défense de la révolution culturelle ne le convainc pas. Mobo Gao cite un document des gardes rouges interdisant la victimisation des enfants de hauts fonctionnaires, alors qu'en pratique, ils ont été terriblement persécutés Il ajoute qu'on ne saurait prétendre que les 542 revues qui étaient publiées à l'époque sont le signe de débats politiques intenses vu que toutes suivaient la ligne officielle.